# サスカチュワン大学

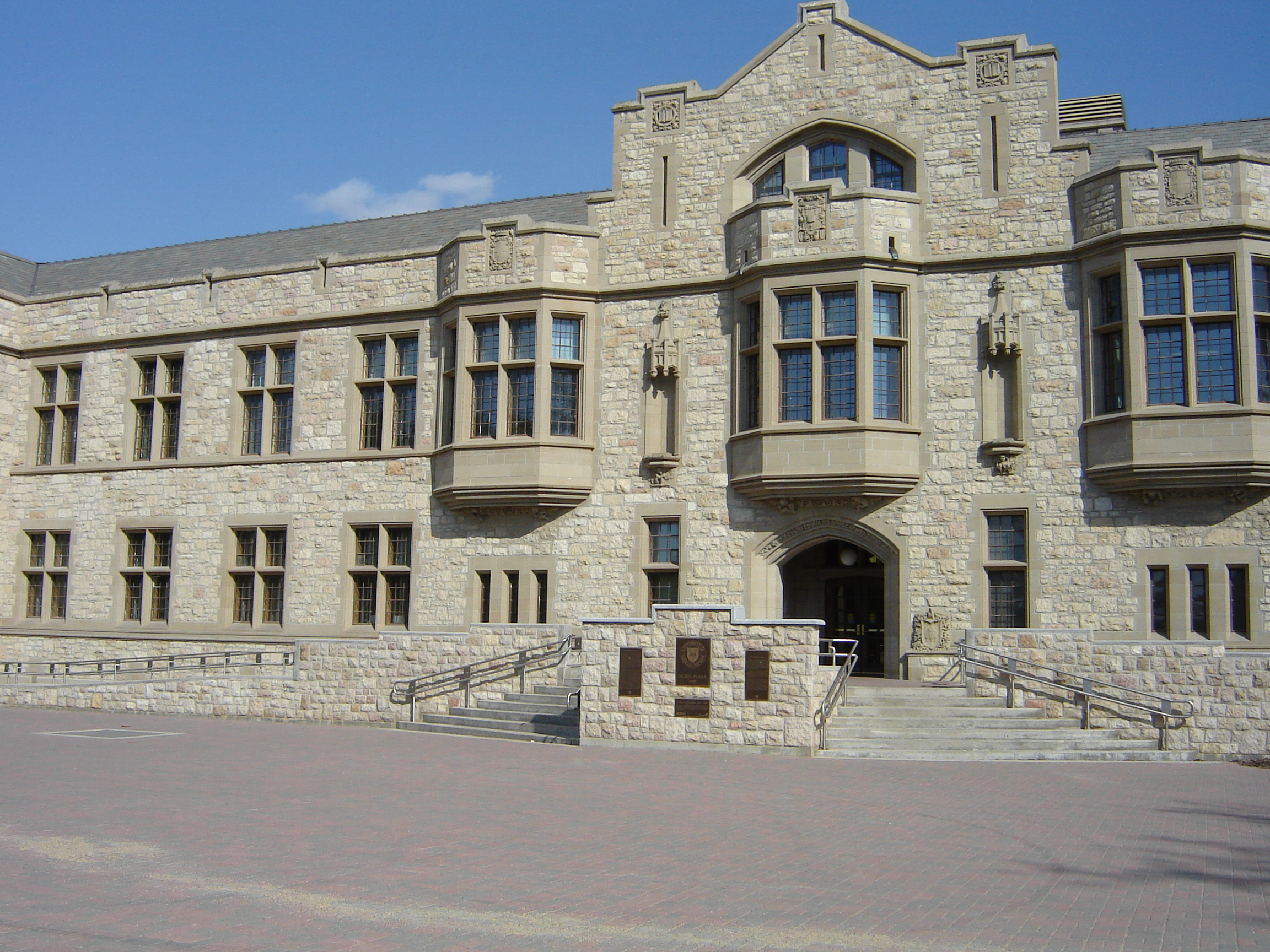
キャンパス内

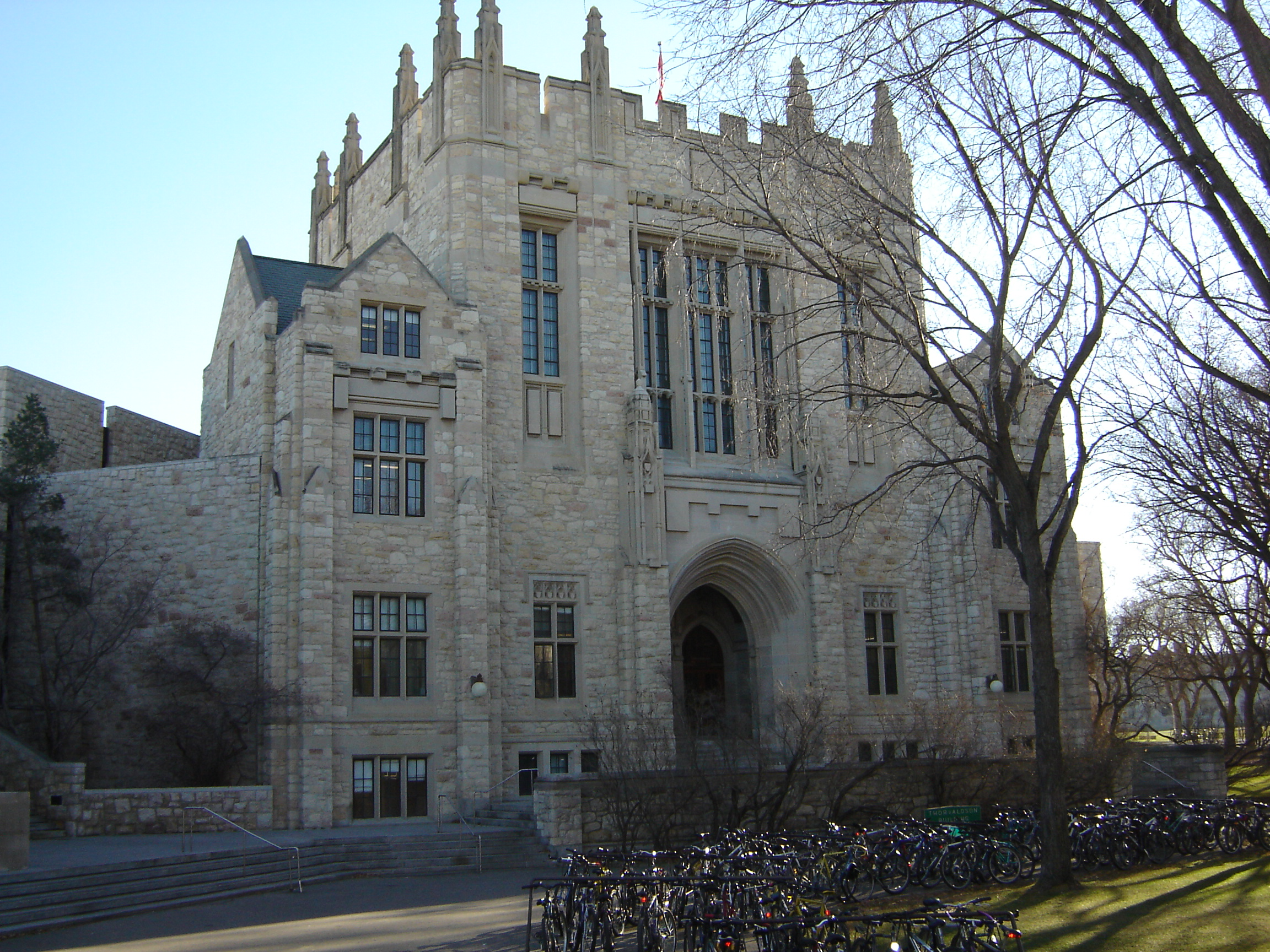
キャンパス内

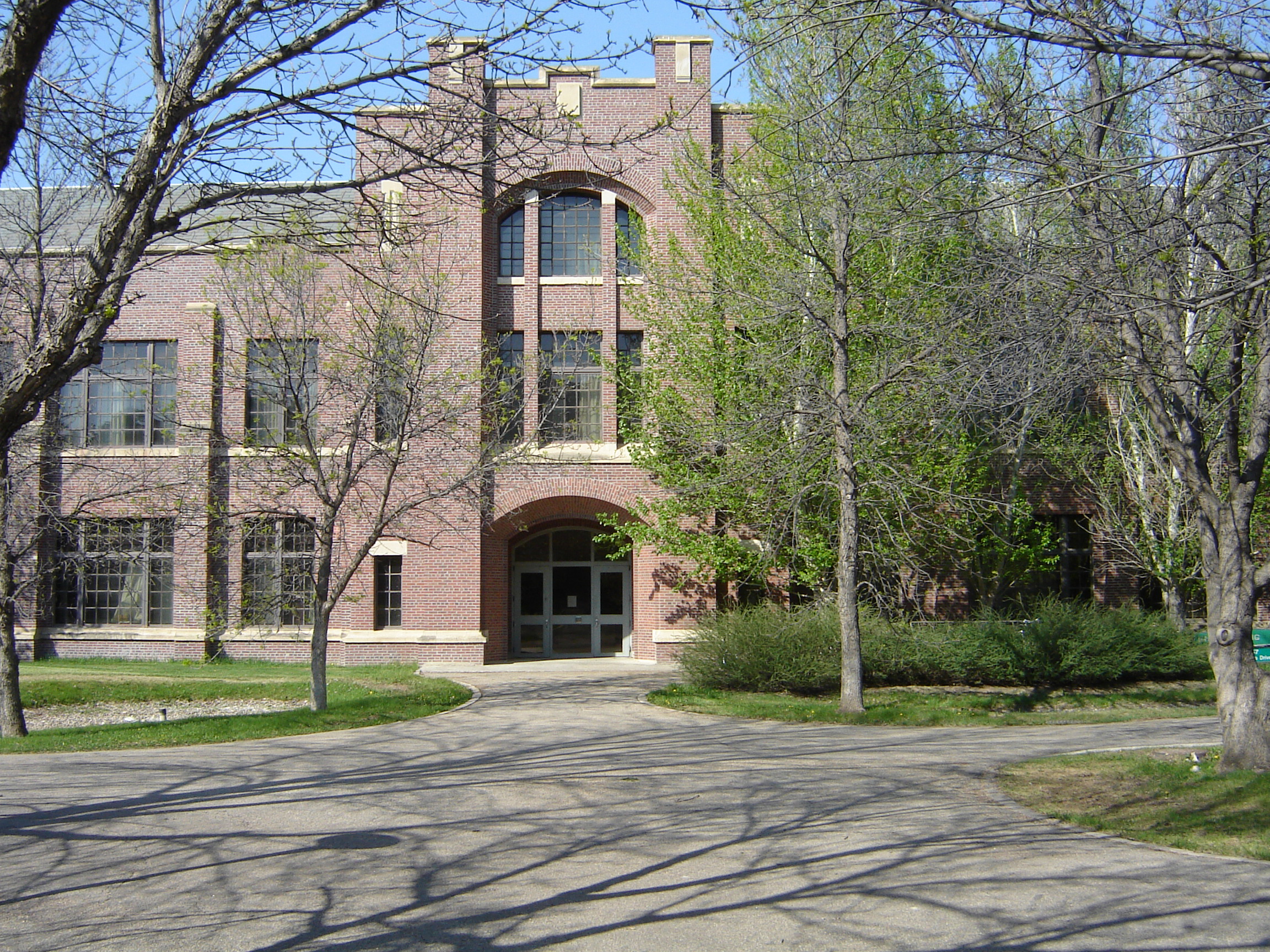
工学部校舎

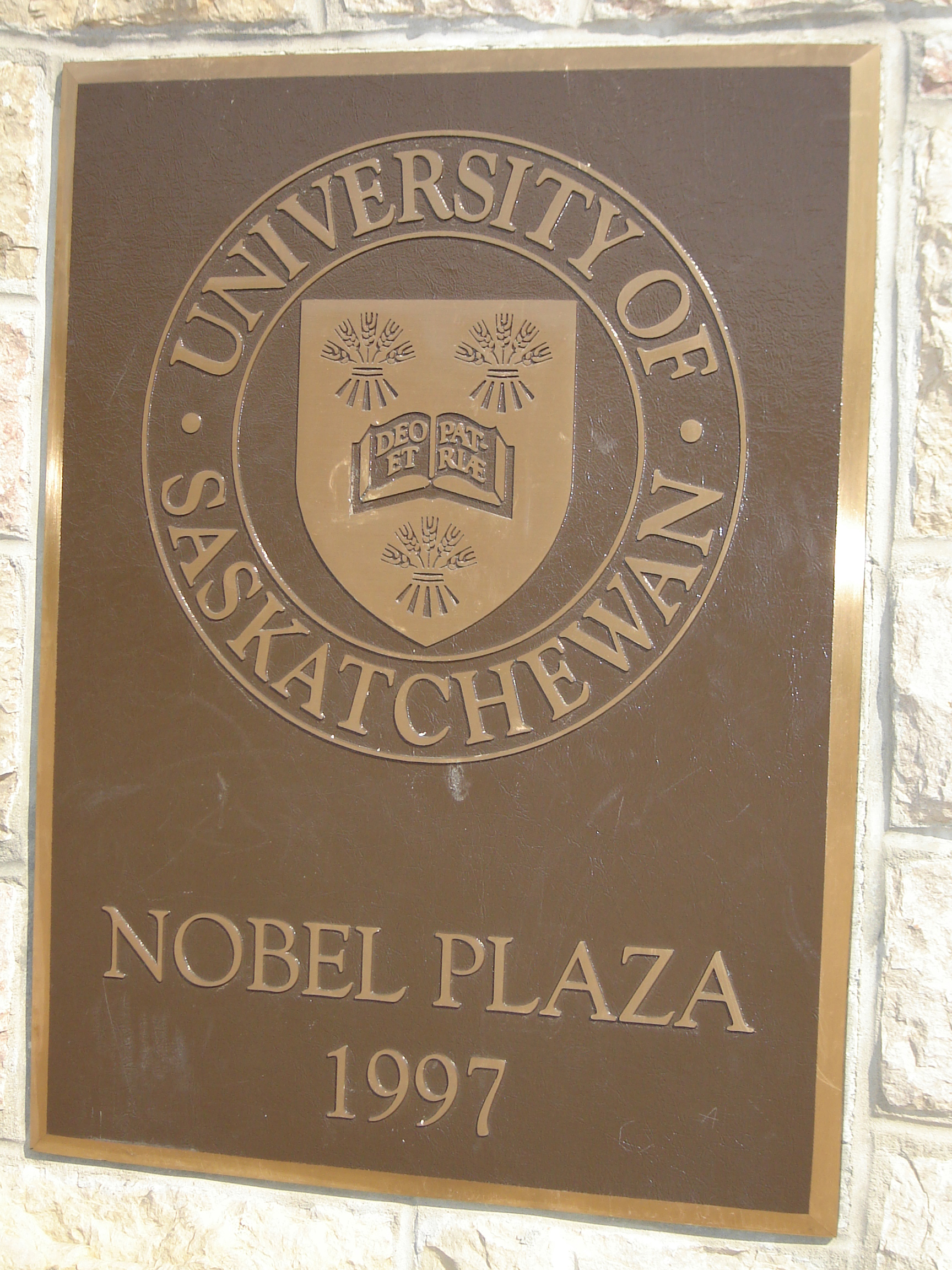
ノーベル・プラザ

サスカチュワン大学（サスカチュワンだいがく、英語：University of Saskatchewan、略称：U of S）はカナダ・サスカチュワン州のサスカトゥーンにある州立大学。1907年4月3日創立。学生数は1万5,228人（フルタイム）、3,854人（パートタイム）。
理学（物理学・化学）や医学、生物学、地質学などの理科系分野に強く、カナダでも屈指の先端技術の研究施設を保有している（シンクロトロンなど）。

## 著名人

### 教授・研究者
- シルビア・フェドルック （Sylvia Fedoruk）： 放射線治療の研究者。元サスカチュワン州副知事。
- ゲルハルト・ヘルツベルク ： 1970年ノーベル化学賞受賞。

ナチス・ドイツからカナダに亡命後、1936年から45年までサスカチュワン大学で物理学の教授を務める。
- ウィリアム・サージャント （William Sarjeant）： 地質学者・小説家。
- オーガスタス・ケンダーディン : 美術の講座の初代の講師となった画家。
- 茂木勇：名誉教授
- 坂間英気：(元) 解析学講師
- 佐藤大八郎 （Daihachiro Sato）： 数学者

### 卒業生
- ジョン・ディーフェンベーカー （John G. Diefenbaker）： カナダ第13代首相。

大学内にディーフェンベーカー・センター （Diefenbaker Centre）がある。
- ジョン・ヒューソン （John Hewson）： オーストラリアの政治家。
- レイ・ナティシャン （Ray Hnatyshyn）： カナダ第24代総督。
- ヘンリー・タウベ ： 1983年ノーベル化学賞受賞。
- アンドリュー・T・椿 ： カンザス大学名誉教授
- 霍見浩喜 ： ラトガーズ大学経済学部教授